# 鲍里斯·亚历山德罗维奇·瓦西里耶夫
鲍里斯·亚历山德罗维奇·瓦西里耶夫（俄语：Борис Александрович Васильев，1899年—1937年），中文名王希礼，是苏联早期汉学家，《阿Q正传》的第一位俄文译者。在大清洗中被处决。

## 生平
1899年生于圣彼得堡。1922年毕业于彼得格勒大学东方学系，期间师从汉学学者瓦西里·阿列克谢耶夫（阿翰林）。毕业后在亚洲博物馆（1930年后附属于苏联科学院东方研究所）工作。1924年被派往中国实习，先后到过北平、杭州、上海、开封等地。1925年春被共产国际分配到位于开封的国民革命军第二军军事顾问团，不久后与翻译曹靖华相识。两人聊得非常投机，曹靖华还向他推荐了最近的新书《阿Q正传》。从未接触过新文学的他读后甚为兴奋，决心将它译成俄文。在之后的翻译过程中，他与鲁迅进行了多次书信交流。1929年，列宁格勒海潮出版社出版了他的《阿Q正传》译本，一共印了三千册。
1927年回国后，开始在列宁格勒东方学院和文史学院任教。1930年晋升副教授。1935年，晋升教授，同年以论文《儒家观念对于水浒传的影响》通过答辩，获得副博士学位。1937年9月6日在大清洗中被捕，11月19日被定罪，11月24日被处决。同一天被处决的还有涅夫斯基等7位汉学家。他正在撰写的全博士学位论文文稿《水浒传在中国文学中的位置》下落不明。

## 与鲁迅的交往
1925年4月17日，王希礼写信给曹靖华，希望能把自己引荐给鲁迅，以获得翻译《阿Q正传》的许可。在初稿译完时，王希礼把所有疑难，如白话文中新的语汇、中国赌博中的各种用语都列举出来，写在信中寄给鲁迅。信中还请求鲁迅为俄译本写一篇序、自传并附寄最近照片。鲁迅于5月8日收到这封信。他不仅作了详尽的解答，还专为解释赌博方法绘了一张图，按图说明“天门”等的位置及赌法。为了寄给王希礼照片、序文和传略，鲁迅于5月28日午后照相，29日夜作《〈阿Q正传〉序及自传略》讫。
王希礼与鲁迅有过多次见面。《鲁迅日记》1925年8月11日写道“午后往北京饭店访王希礼，已行”；10月25日写道“下午王希礼来，赠以《苏俄文艺论战》及《中国小说史略》各一本”；10月28日写道“下午往六国饭店访王希礼，赠以《语丝》合订本一及二各一本”......最后的记录是1927年5月27日“得王希礼信，五日上海发”。

## 作品
著有论文《中国戏剧》《中国古典戏曲：以梅兰芳演出为例》《中国左翼文学》《聊斋小说的古代渊源》。翻译《阿Q正传》、《伯牙绝弦谢知音》、白行简的《李娃傳》、白居易的《长恨歌》、《聊斋志异》若干章节。合编《汉语白话课本》（1935年）、《汉语构造》（1936年）。